# تری گروس
تری گروس (به انگلیسی: Terry Gross) مجری و هم‌تهیه‌کنندهٔ برنامه هوای تازه، یک برنامه رادیویی مصاحبه‌محور است که توسط NPR پخش می‌شود. از زمان پیوستن به ان‌پی‌آر در سال ۱۹۷۵، گروس با هزاران مهمان مصاحبه کرده‌است.
گروس طی سالهای گذشته به دلیل سبک مصاحبه و دوستانه بودن و تنوع میهمانانش، ستایش شده‌است. وی شهرت زیادی در تحقیق دربارهٔ کار مهمانان خود دارد که شب قبل از مصاحبه انجام می‌دهد، و اغلب از آنها سوالاتی غیرمنتظره در مورد ابتدای حرفه‌شان می‌پرسد.

## زندگی شخصی
گروس هنگامی که در اواخر دهه ۱۹۶۰ در دانشگاه بود، حدود یک سال با مردی که از دبیرستان می‌شناخت با او زندگی می‌کرد ازدواج کرد. گروس گفت که وی در سال دوم، دانشگاه را ترک کرد و قبل از ازدواج با او در سراسر کشور هیچ‌هایک کرد. او با شروع کار در رادیو در سال ۱۹۷۳ طلاق گرفت.
گروس از سال ۱۹۹۴ با فرانسیس دیویس منتقد جاز مجله ولیج ویس ازدواج کرد. آنها از سال ۱۹۷۸ با هم بودند. دیویس کاتولیک و گروس یهودی است. آنها در فیلادلفیا، پنسیلوانیا اقامت دارند و علاقه زیادی به موسیقی دارند.

## جوایز
- ۱۹۸۱: جایزه بهترین برنامه رادیویی زنده برای پخش عمومی
- ۱۹۸۷: جایزه ایالتی اوهایو
- ۱۹۸۹: دانشگاه درکسل، دکتر افتخاری ادبیات[۱]
- ۱۹۹۳: SUNY – Buffalo، جایزه ممتاز فارغ التحصیلان
- ۱۹۹۴: جایزه Peabody
- ۱۹۹۸: کالج هاورفورد، دکترای ادبیات
- ۱۹۹۹: جایزه Gracie Allen بنیاد زنان آمریکایی در رادیو و تلویزیون، گروه: شخصیت رادیویی شبکه ملی
- ۲۰۰۲: دانشگاه پرینستون، مدرک دکتر افتخاری علوم انسانی
- ۲۰۰۳: جایزه ادوارد آر. مورو برای پخش عمومی.[۱۱]
- ۲۰۰۷: جایزه ادبی، جایزه یک عمر موفقیت توسط بنیاد ملی کتاب
- ۲۰۰۷: SUNY – Buffalo، دکتر نامه‌های انسانی
- ۲۰۰۸: جایزه دانشگاه کلمبیا در دانشکده تحصیلات تکمیلی روزنامه‌نگاری، روزنامه‌نگاری کلمبیا
- ۲۰۱۱: جایزه انجمن نویسندگان برای خدمات برجسته به جامعه ادبیات
- ۲۰۱۲: به تالار مشاهیر رادیو معرفی شد
- ۲۰۱۵: مدال علوم انسانی ملی[۱۲]